# Michela Battiston
Michela Battiston (Palmanova, 15 de septiembre de 1997) es una deportista italiana que compite en esgrima, especialista en la modalidad de sable.
Ganó dos medallas en el Campeonato Europeo de Esgrima, en los años 2022 y 2025, ambas en la prueba por equipos.
Participó en dos Juegos Olímpicos de Verano, ocupando el cuarto lugar en Tokio 2020 y el séptimo en París 2024, en la prueba por equipos.

## Palmarés internacional
| Campeonato Europeo | Campeonato Europeo | Campeonato Europeo | Campeonato Europeo |
| Año                | Lugar              | Medalla            | Prueba             |
| ------------------ | ------------------ | ------------------ | ------------------ |
| 2022               | Antalya (Turquía)  | Medalla de plata   | Sable por equipos  |
| 2025               | Génova (Italia)    | Medalla de bronce  | Sable por equipos  |